# Get ready (ZIP-FMのラジオ番組)
『get ready』（ゲット・レディー）は、2024年4月1日からZIP-FMで放送されているラジオ番組。

## 概要
小林拓一郎がナビゲーターを務めている昼のワイド番組で、毎週月曜 - 木曜に放送。
番組は、リスナーの午後・明日・未来がより充実したものになるよう手助けすることをコンセプトにしており、毎日の暮らしに最適と考える情報と聞き手の好奇心をくすぐるトピックスを提供している。

## ナビゲーター
- 小林拓一郎（2024年4月1日 - ）

代打
- 澤田修（2024年7月15日・16日[3]・2025年7月21日 - 24日） - 小林欠席時の代打で出演。
- 上野正明（2024年7月17日・18日[1]） - 小林欠席時の代打で出演。

## 放送時間
- 毎週月曜 - 木曜 11:30 - 14:00（JST）（2024年4月1日 - 2025年3月27日）
- 毎週月曜 - 木曜 12:00 - 15:00（JST）（2025年3月31日 - ）